# Ben Youssef Meïté
Ben Youssef Meïté, född 11 november 1986, är en friidrottare från Elfenbenskusten. Han deltog vid olympiska sommarspelen 2012 och olympiska sommarspelen 2016.